# 海辺の修道士
『海辺の修道士』（うみべのしゅうどうし、英語: The Monk by the Sea、ドイツ語: Der Mönch am Meer）とは、19世紀初頭のロマン主義を代表するドイツの画家、カスパー・ダーヴィト・フリードリヒによって制作された油彩画である。本作品は1808年から1810年にかけてドレスデンで制作され、1810年のベルリン芸術アカデミー展に『樫の森の中の修道院』とともに出品された。フリードリヒの要請によって『海辺の修道士』は『樫の森の中の修道院』の上に並べて展示された。展示後、この2作品はプロイセン国王フリードリヒ・ヴィルヘルム3世によって購入され、そのコレクションに加えられた。ベルリンの旧国立美術館が所蔵する作品である。
『海辺の修道士』は当時の常識を覆す奥行きを無視した構図で、先鋭的な作品として知られている。広大な海と空の広がりを描くことで、自然の壮大さとその前に佇む修道士の矮小さを強調している点が本作品の大きな特徴とされている。
邦訳名は一定しておらず、『海辺の修道士』の他、『海辺の僧侶』、『海辺の僧』などの題名が確認できる。

## 作品
長いローブを身に纏った一人の人物がまばらに草の生える丘の上に立っている。この人物が修道士と解釈されており、観覧者に背を向けてキャンバスの大部分を占める荒れた海と灰色の空を見ている。高い岩の上にいるのか、海に向かうなだらかな斜面に立っているのかは判然としない。構図上手前側に位置する三角形の地表部分のもっとも遠いところにこの人物が配置されている。カモメと誤認される場合もあるが、暗い海上には白波が立っており、荒れた様子を表現している。
フリードリヒの作品は風景画であるが、制作は自身のスタジオで行われる。戸外制作した部品を持ち寄り、それらの要素を組み合わせて作品制作が行われている。『海辺の修道士』にはこうした要素を組み合わせて取捨選択を行っている点が科学的調査によって確認されている。一例として、水平線上に描いた二隻の帆船が一度描かれた後に除去されたことが明らかとなっている。フリードリヒは大きな構図変更はしなかったが、灰色の空に青を加えたり、星と月を書き加えたりと、展覧会直前まで細部の修正を行っていた。
この作品は『テッチェン祭壇画』でフリードリヒの名が知れ渡り、美術界を大いに賑わせている時期に発表された。『海辺の修道士』の発表によってフリードリヒの画業はさらに評価され、多くの注目を得ることに成功した。
フリードリヒは1808年よりドレスデンで本作品の制作に着手したものと考えられている。1809年2月の手紙の中で初めて本作品に関連する言及が見られ、彼のスタジオに来訪した客の記録からもその構想の過程が確認できる。例えば1809年6月には知人の画家ゲルハルト・フォン・キューゲルゲンがスタジオに来訪し、手紙の中で『海辺の修道士』の批評を行っている。その中で背景の孤独さや、「果てしない空間」の中で動きや物語が本来与えるはずの慰めの欠如に、言い知れない不安を覚えたと批評している。
美術史家のアルバート・ボイムは、修道士の姿はリューゲン島の崖を歩くフリードリヒ自身を投影しているという説を提示し、この場所は故郷から遠く離れた場所で漁撈に従事するリューゲン島の漁師たちのために、プロテスタントの神秘主義者が教会を建てた場所ではないかと指摘している。本作品の修道士がフリードリヒの自画像であるとする説は、他の研究者の間でも概ね支持されており、長い金髪や丸い顔立ちといったフリードリヒの身体的特徴を捉えている点や、後年、フリードリヒ自身が修道士の服を着た自画像を制作しているという事実などがその根拠とされている。

## 評価

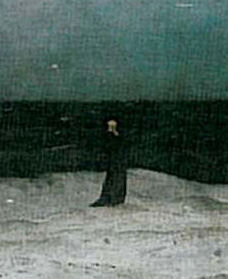
修道士部分の拡大図。

本作品は1810年10月にベルリン芸術アカデミー展に出品され、賛否両論を巻き起こした。特にルプソワールの欠如からくる観覧者の視線誘導を不定にする構図が批判の対象となった。また、前景の空白に圧倒され、絵の空間に没入することが困難であるという指摘もあった。フリードリヒは観覧者と作品の間に埋めることのできないギャップを生み出した。「修道士」は空間的にも実存的にも隔絶した存在として捉えられてしまい、それを和らげるための伝統的な風景画の要素が排除されていた。そこにあるのは冷たい空気を感じさせる空や、緑の存在しない平坦な前景、船が一艘も浮かんでいない暗い海の広がりといった寂寥感のある風景だった。フリードリヒが行った空間の圧縮は抽象芸術を先取りする技法であるとも捉えられており、現代において『海辺の修道士』は「最初の抽象画」とも評されている。
展覧会の開催された月、ドイツロマン主義の作家クレメンス・ブレンターノは、友人の劇作家ハインリヒ・フォン・クライストが刊行していた日刊紙『ベルリン夕刊』に『海辺の修道士』に関する言説を投稿している。「フリードリヒの海景画に対する異なる感情―その中にいるカプチン修道士」と題されたその言説の中でブレンターノは作品の批判を展開したが、クライストの手によって好意的な内容に大幅に修正がなされた。この評論は当時フリードリヒや彼の作品を語る上での重要な要素となり、評論に関わった二人は、ブレンターノがかつて確固たる地位を築いていた、より伝統的なドイツロマン主義の美学とは対極にある存在とみなされるようになった。
クライストは次のように述べている。

曇り空の下、海辺で完全に一人で座り、果てしない水の広がりを見つめることがどれほど素晴らしいことか。そのためにそこに来たのであり、戻らなければならないのだ。海を越えたいと思うが、決して越えることはできない。しかし、水のせせらぎ、風のそよぎ、雲の流れ、鳥の孤独な鳴き声、こうしたもの全てに生命の兆しを感じる…。広大な死の領域に在る唯一の生命の灯、孤独な輪の中に在る孤独な中心、これほど悲しく不気味な状況はないだろう…。それでも、これはフリードリヒの芸術における全く新しい出発点であることは疑いようが無い…。

そして作品を観た感想として「その単調さと無限さに故に、額縁以外の前景が無く、作品を観るとまるでまぶたが切り取られたかのような感覚に陥る。」とも述べている。
1805年の展覧会でフリードリヒの作品に賞を獲らせ、ヴァイマル公に紹介するなどした、フリードリヒの支持者であったヨハン・ヴォルフガング・フォン・ゲーテにとってこの作品はあまりにもミニマリスト的であった。ゲーテはこの作品について「逆立ちして見ることができる」と批判したが、この評は1世紀後の抽象画家たちにも投げかけられているようであった。

## 影響

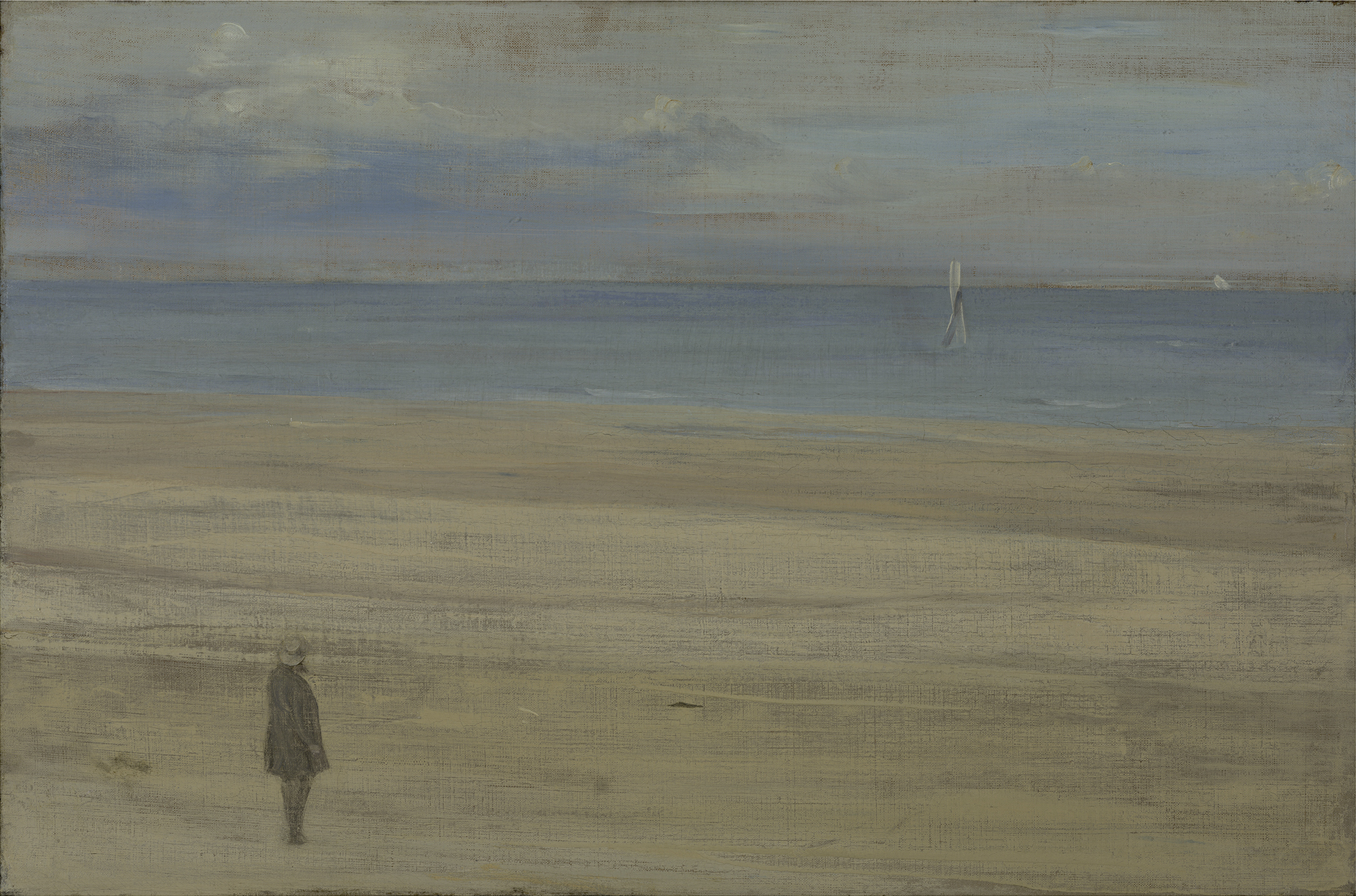
ジェームズ・マクニール・ホイッスラー『青と銀のノクターン』（1865年）

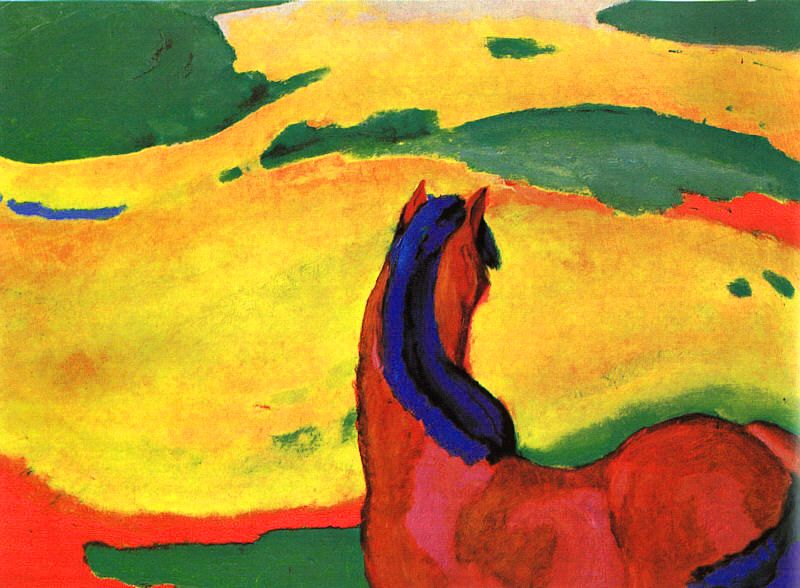
フランツ・マルク『風景の中の馬』（1910年）

『海辺の修道士』はギュスターヴ・クールベやジェームズ・マクニール・ホイッスラーといった19世紀後半の画家たちに影響を与えた。クールベの『パラヴァス近郊の海岸』では、ひとりの求道者が海を見つめて佇んでいる様が描かれている。
フリードリヒ自身はロマン主義の画家であったが、後の象徴主義や表現主義の画家にも大きな影響を与えた。例えばフランツ・マルクが1910年に制作した『風景の中の馬』は形式的に『海辺の修道士』の類型であるとされている。色使いは両極端であるものの、シンプルな構図や起伏のある水平線、観覧者と同じ視点で景色を眺める人物が描かれている点が相似している。美術史家のロバート・ローゼンブラムが1961年に発表した記事「抽象的崇高」の中で、フリードリヒやジョゼフ・マロード・ウィリアム・ターナーらによるロマン主義的風景画と、マーク・ロスコの抽象表現主義的絵画の比較を行っている。その中でローゼンブラムはフリードリヒの『海辺の修道士』とターナーの『宵の明星』とロスコの『光、地球、青』が、視覚と感情の類似性を示していると指摘している。ローゼンブラムはこの類似性について「ロスコはフリードリヒやターナーと同じく崇高の美学者たちが論じた形のない無限性の入り口に我々を誘っている。フリードリヒの小さな修道士や、ターナーの漁師は、汎神論的な神の無限の広大さと被造物の無限の矮小さとの間で、痛切なコントラストを際立たせている。ロスコの抽象的な言語においては、フリードリヒやターナーのような文字通りの「細部」、つまり現実の観覧者と超越的な風景の提示との間の「共感の架け橋」はもはや不要なものに昇華した。私たち自身が海を前にした修道士であり、夕日や月夜を眺めるかのように、この巨大で音のない絵画の前に、静かに瞑想的に立っているのだ。」と解説している。
1960年代以降に活躍するゴッタルド・グラウブナーによる絵画サイズのカラークッションや『色空間体』などもまた『海辺の修道士』に触発されて制作されたものと言える。美術史家のヴェルナー・ホフマンによれば、グラウブナーとフリードリヒはともに当時の主流であった多様性の美学に対抗するものとして、単調さの美学を生み出した点で共通項が見いだせるとしている。
その他、ソ連の映画監督アンドレイ・タルコフスキーのSF映画『ストーカー』において「肉挽機」のシーンや設定、構図などが『海辺の修道士』に酷似しているという指摘もある。